# 5-Ioduracil
5-Ioduracil ist eine heterocyclische organische Verbindung mit einem Pyrimidingrundgerüst. Es ist ein Derivat der Nukleinbase Uracil mit einem Iod an Position 5.